# Calle 170 (línea de la Avenida Jerome)
La Calle 170 es una estación en la línea de la Avenida Jerome del Metro de Nueva York de la división A del Interborough Rapid Transit Company. La estación se encuentra localizada en Highbridge en El Bronx entre la Calle 170 y la Avenida Jerome. La estación es servida en varios horarios por los trenes del Servicio .

## Enlaces externos

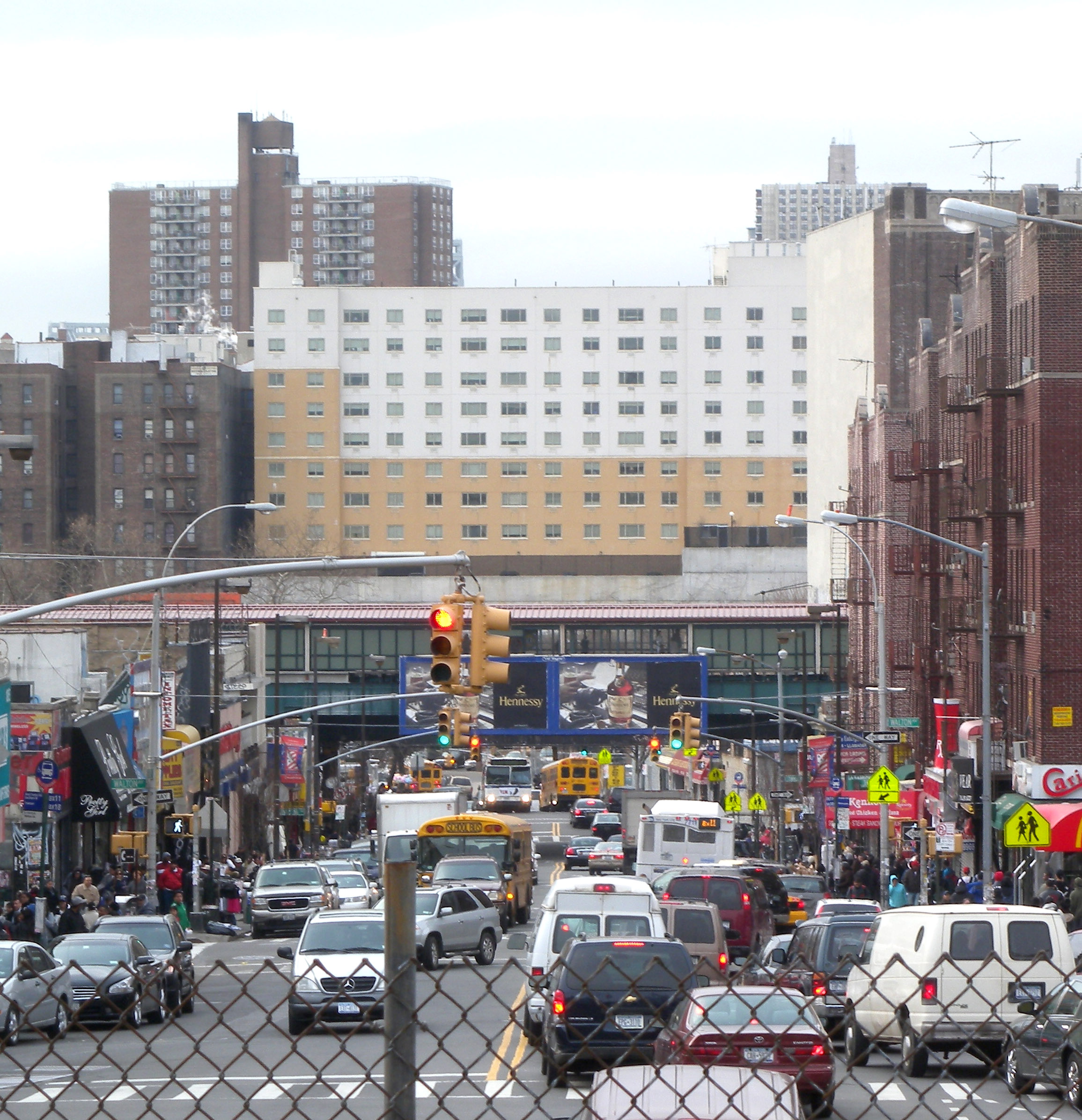
Escalera